# Africká Velká jezera

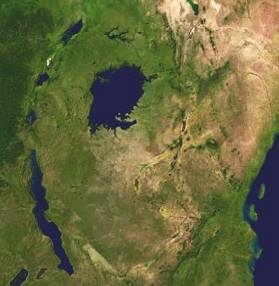
Africká Velká jezera a pobřeží Východní Afriky viděné z vesmíru. Indický oceán leží napravo

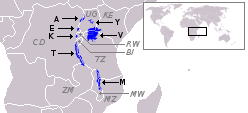
mapka velkých afrických jezer

Velká africká jezera je série jezer kolem Velké příkopové propadliny. Zahrnují Viktoriino jezero, což je největší jezero v Africe a třetí největší na světě (po Kaspickém moři a Hořejším jezeru). Jezer je celkem sedm:
| jezero            | povodí         | rozloha (km²) | délka (km) | šířka (km) | m.hl. (m) | objem (km³) | n.v. (m) |
| ----------------- | -------------- | ------------- | ---------- | ---------- | --------- | ----------- | -------- |
| Viktoriino jezero | povodí Nilu    | 68 800        | 320        | 275        | 80        | 2 700       | 1 134    |
| Albertovo jezero  | povodí Nilu    | 5 600         | 160        | 30         | 58        | 132         | 617      |
| Edvardovo jezero  | povodí Nilu    | 2 150         | 77         | 40         | 111       | 39,5        | 912      |
| Kyoga             | povodí Nilu    | 2 590         | 200        | 115        | 5         | 5,16        | 1 029    |
| Kivu              | povodí Konga   | 2 700         | 89         | 48         | 496       | 569         | 1 460    |
| Tanganika         | povodí Konga   | 34 000        | 650        | 80         | 1 470     | 18 900      | 773      |
| Malawi            | povodí Zambezi | 30 800        | 570        | 75         | 706       | 7 725       | 472      |

Někdo označuje jako Velká jezera jenom jezera Viktoriino, Albertovo, Edvardovo, to znamená jezera, ze kterých vytéká Bílý Nil. Z jezer Tanganika a Kivu je napájena řeka Kongo a z jezera Malawi řeka Zambezi.

## Region Velkých jezer
Pojem Velká jezera také označuje region kolem těchto jezer. To znamená tyto země:
- Rwanda
- Burundi
- Uganda

částečně zasahuje také do zemí Demokratické Kongo, Tanzanie a Keňa.
Je to jedno z nejhustěji obydlených území na světě (žije zde 107 milionů lidí). Díky dřívější vulkanické aktivitě je zdejší půda velmi vhodná pro zemědělství. Nadmořská výška zde vytváří mírné klima navzdory malé vzdálenosti od rovníku. Výsledkem všech těchto podmínek je, že toto území je stranou různých nemocí a dovoluje rozšíření zemědělských zvířat, hlavně dobytka a koz.
Kvůli hustotě osídlení a nadbytku zemědělství se území rozdělilo na spoustu malých států. Nejmocnější monarchie byly Rwanda, Burundi, Buganda a Buňoro-Kitara. Jako tradičně u Subsaharské Afriky byly hranice zdejších států určeny rozložením koloniálních sil.
Poloha regionu daleko na jihu až u pramene Nilu znamenala pro region dlouhé období nezájmu ze strany Evropy. První Evropané, kteří vstoupili na toto území, byli misionáři, kteří měli pouze částečný úspěch v rozšíření křesťanství na toto území, ale připravili půdu pro pozdější kolonizaci. Větší kontakt se zbytkem světa vedl k sérii devastujících epidemií, které zasáhly nejen dobytek, ale i lidi. To znamenalo snížení populace někde až o 60 %. Obnovení původního počtu obyvatel trvalo přibližně do 50. let 20. století.
Přes potenciál v mnoha odvětvích se po získání nezávislosti zmítal v sérii občanských válek a vlně násilí, které zanechaly region ve velké chudobě, z níž se vymanily zatím jen státy Keňa a Tanzanie.